# انتونتول
انتونتول روستایی در استان ریفت والی، کنیا می‌باشد.